# Jbel Bouramli
El Jbel Bouramli (en árabe: جبل بورملي ) es una montaña situada en el Gobernación de Gafsa, al suroeste de Túnez.
Está en el  centro de una reserva natural creada en 1993 y cubriendo una superficie de cincuenta hectáreas.